# Ledande avelshingst i Storbritannien och Irland

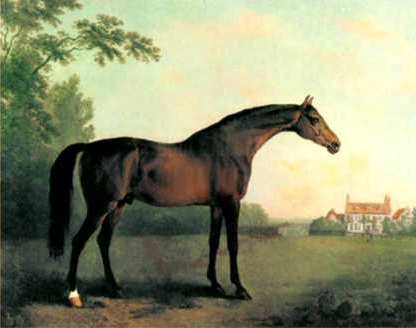
Highflyer blev ledande avelshingst 13 gånger.

Listan nedan visar den ledande avelshingsten för engelska fullblod i Storbritannien och Irland för varje år sedan 1721. Detta bestäms av hur mycket prispengar som vunnits av faderns avkommor i Storbritannien och Irland under ett gånget år. Den nuvarande ledande avelshingsten är Galileo, som uppnådde sin tolfte titel (och elfte i rad) 2020.
Till skillnad från den liknande titeln för ledande avelshingst i Nordamerika, behöver hingsten i fråga inte ha vistats i Storbritannien eller Irland under sin avelskarriär, även om de allra flesta har gjort det. Northern Dancer är det mest anmärkningsvärda exemplet på en nordamerikansk hingst som tagit titeln. Northern Dancers blodslinje har dominerat listan under de senaste decennierna, främst genom sin son Sadler's Wells (14 titlar) och sonsonen Galileo (12 titlar).

## Rekord
Flest titlar: 
- 14 – Sadler's Wells – 1990, 1992–2004
- 13 – Highflyer – 1785–1796, 1798
- 12 – Galileo – 2008, 2010–2020
- 10 – Sir Peter Teazle – 1799–1802, 1804–1809
- 9 – St. Simon – 1890–1896, 1900–1901
- 8 – Regulus – 1754–1757, 1761, 1763, 1765–1766
- 8 – Herod – 1777–1784

## Lista
- 1721 – Acaster Turk (1)
- 1722 – Darley Arabian (1)
- 1723 – Thoulouse Barb (1)
- 1724 – Bay Bolton (1)
- 1725 – Bald Galloway (1)
- 1726 – Bay Bolton (2)
- 1727 – Bay Bolton (3)
- 1728 – Alcock's Arabian (1)
- 1729 – Bay Bolton (4)
- 1730 – Flying Childers (1)
- 1731 – Fox (1)
- 1732 – Bay Bolton (5)
- 1733 – Bay Bolton (6)
- 1734 – Bay Bolton (7)
- 1735 – Fox (2)
- 1736 – Flying Childers (2)
- 1737 – Partner (1)
- 1738 – Godolphin Arabian (1)
- 1739 – Bloody Buttocks (1)
- 1740 – Partner (2)
- 1741 – Partner (3)
- 1742 – Bartlett's Childers (1)
- 1743 – Partner (4)
- 1744 – Bolton Starling (1)
- 1745 – Godolphin Arabian (2)
- 1746 – Blacklegs (1)
- 1747 – Godolphin Arabian (3)
- 1748 – Crab (1)
- 1749 – Crab (2)
- 1750 – Crab (3)
- 1751 – Blaze (1)
- 1752 – Cade (1)
- 1753 – Cade (2)
- 1754 – Regulus (1)
- 1755 – Regulus (2)
- 1756 – Regulus (3)
- 1757 – Regulus (4)
- 1758 – Cade (3)
- 1759 – Cade (4)
- 1760 – Cade (5)
- 1761 – Regulus (5)
- 1762 – Blank (1)
- 1763 – Regulus (6)
- 1764 – Blank (2)
- 1765 – Regulus (7)
- 1766 – Regulus (8)
- 1767 – Snap (1)
- 1768 – Snap (2)
- 1769 – Snap (3)
- 1770 – Blank (3)
- 1771 – Snap (4)
- 1772 – Matchem (1)
- 1773 – Matchem (2)
- 1774 – Matchem (3)
- 1775 – Marske (1)
- 1776 – Marske (2)
- 1777 – Herod (1)
- 1778 – Herod (2)
- 1779 – Herod (3)
- 1780 – Herod (4)
- 1781 – Herod (5)
- 1782 – Herod (6)
- 1783 – Herod (7)
- 1784 – Herod (8)
- 1785 – Highflyer (1)
- 1786 – Highflyer (2)
- 1787 – Highflyer (3)
- 1788 – Highflyer (4)
- 1789 – Highflyer (5)
- 1790 – Highflyer (6)
- 1791 – Highflyer (7)
- 1792 – Highflyer (8)
- 1793 – Highflyer (9)
- 1794 – Highflyer (10)
- 1795 – Highflyer (11)
- 1796 – Highflyer (12)
- 1797 – King Fergus (1)
- 1798 – Highflyer (13)
- 1799 – Sir Peter Teazle (1)
- 1800 – Sir Peter Teazle (2)
- 1801 – Sir Peter Teazle (3)
- 1802 – Sir Peter Teazle (4)
- 1803 – Trumpator (1)
- 1804 – Sir Peter Teazle (5)
- 1805 – Sir Peter Teazle (6)
- 1806 – Sir Peter Teazle (7)
- 1807 – Sir Peter Teazle (8)
- 1808 – Sir Peter Teazle (9)
- 1809 – Sir Peter Teazle (10)
- 1810 – Waxy (1)
- 1811 – Sorcerer (1)
- 1812 – Sorcerer (2)
- 1813 – Sorcerer (3)
- 1814 – Selim (1)
- 1815 – Rubens (1)
- 1816 – Walton (1)
- 1817 – Orville (1)
- 1818 – Walton (2)
- 1819 – Soothsayer (1)
- 1820 – Phantom (1)
- 1821 – Rubens (2)
- 1822 – Rubens (3)
- 1823 – Orville (2)
- 1824 – Phantom (2)
- 1825 – Election (1)
- 1826 – Whalebone (1)
- 1827 – Whalebone (2)
- 1828 – Filho da Puta (1)
- 1829 – Blacklock (1)
- 1830 – Emilius (1)
- 1831 – Emilius (2)
- 1832 – Sultan (1)
- 1833 – Sultan (2)
- 1834 – Sultan (3)
- 1835 – Sultan (4)
- 1836 – Sultan (5)
- 1837 – Sultan (6)
- 1838 – Camel (1)
- 1839 – Priam (1)
- 1840 – Priam (2)
- 1841 – Taurus (1)
- 1842 – Touchstone (1)
- 1843 – Touchstone (2)
- 1844 – Bay Middleton (1)
- 1845 – Slane (1)
- 1846 – Venison (1)
- 1847 – Venison (2)
- 1848 – Touchstone (3)
- 1849 – Bay Middleton (2)
- 1850 – Epirus (1)
- 1851 – Orlando (1)
- 1852 – Birdcatcher (1)
- 1853 – Melbourne (1)
- 1854 – Orlando (2)
- 1855 – Touchstone (4)
- 1856 – Birdcatcher (2)
- 1857 – Melbourne (2)
- 1858 – Orlando (3)
- 1859 – Newminster (1)
- 1860 – Stockwell (1)
- 1861 – Stockwell (2)
- 1862 – Stockwell (3)
- 1863 – Newminster (2)
- 1864 – Stockwell (4)
- 1865 – Stockwell (5)
- 1866 – Stockwell (6)
- 1867 – Stockwell (7)
- 1868 – Buccaneer (1)
- 1869 – Thormanby (1)
- 1870 – King Tom (1)
- 1871 – King Tom (2)
- 1872 – Blair Athol (1)
- 1873 – Blair Athol (2)
- 1874 – Adventurer (1)
- 1875 – Blair Athol (3)
- 1876 – Lord Clifden (1)
- 1877 – Blair Athol (4)
- 1878 – Speculum (1)
- 1879 – Flageolet (1)
- 1880 – Hermit (1)
- 1881 – Hermit (2)
- 1882 – Hermit (3)
- 1883 – Hermit (4)
- 1884 – Hermit (5)
- 1885 – Hermit (6)
- 1886 – Hermit (7)
- 1887 – Hampton (1)
- 1888 – Galopin (1)
- 1889 – Galopin (2)
- 1890 – St. Simon (1)
- 1891 – St. Simon (2)
- 1892 – St. Simon (3)
- 1893 – St. Simon (4)
- 1894 – St. Simon (5)
- 1895 – St. Simon (6)
- 1896 – St. Simon (7)
- 1897 – Kendal (1)
- 1898 – Galopin (3)
- 1899 – Orme (1)
- 1900 – St. Simon (8)
- 1901 – St. Simon (9)
- 1902 – Persimmon (1)
- 1903 – St. Frusquin (1)
- 1904 – Gallinule (1)
- 1905 – Gallinule (2)
- 1906 – Persimmon (1)
- 1907 – St. Frusquin (1)
- 1908 – Persimmon (2)
- 1909 – Cyllene (1)
- 1910 – Cyllene (2)
- 1911 – Sundridge (1)
- 1912 – Persimmon (3)
- 1913 – Desmond (1)
- 1914 – Polymelus (1)
- 1915 – Polymelus (2)
- 1916 – Polymelus (3)
- 1917 – Bayardo (1)
- 1918 – Bayardo (2)
- 1919 – The Tetrarch (1)
- 1920 – Polymelus (4)
- 1921 – Polymelus (5)
- 1922 – Lemberg (1)
- 1923 – Swynford (1)
- 1924 – Son-in-Law (1)
- 1925 – Phalaris (1)
- 1926 – Hurry On (1)
- 1927 – Buchan (1)
- 1928 – Phalaris (2)
- 1929 – Tetratema (1)
- 1930 – Son-in-Law (2)
- 1931 – Pharos (1)
- 1932 – Gainsborough (1)
- 1933 – Gainsborough (2)
- 1934 – Blandford (1)
- 1935 – Blandford (2)
- 1936 – Fairway (1)
- 1937 – Solario (1)
- 1938 – Blandford (3)
- 1939 – Fairway (2)
- 1940 – Hyperion (1)
- 1941 – Hyperion (2)
- 1942 – Hyperion (3)
- 1943 – Fairway (3)
- 1944 – Fairway (4)
- 1945 – Hyperion (4)
- 1946 – Hyperion (5)
- 1947 – Nearco (1)
- 1948 – Big Game (1)
- 1949 – Nearco (2)
- 1950 – Fair Trial (1)
- 1951 – Nasrullah (1)
- 1952 – Tehran (1)
- 1953 – Chanteur (1)
- 1954 – Hyperion (6)
- 1955 – Alycidon (1)
- 1956 – Court Martial (1)
- 1957 – Court Martial (2)
- 1958 – Mossborough (1)
- 1959 – Petition (1)
- 1960 – Aureole (1)
- 1961 – Aureole (2)
- 1962 – Never Say Die (1)
- 1963 – Ribot (1)
- 1964 – Chamossaire (1)
- 1965 – Court Harwell (1)
- 1966 – Charlottesville (1)
- 1967 – Ribot (2)
- 1968 – Ribot (3)
- 1969 – Crepello (1)
- 1970 – Northern Dancer (1)
- 1971 – Never Bend (1)
- 1972 – Queen's Hussar (1)
- 1973 – Vaguely Noble (1)
- 1974 – Vaguely Noble (2)
- 1975 – Great Nephew (1)
- 1976 – Wolver Hollow (1)
- 1977 – Northern Dancer (2)
- 1978 – Mill Reef (1)
- 1979 – Petingo (1)
- 1980 – Pitcairn (1)
- 1981 – Great Nephew (1)
- 1982 – Be My Guest (1)
- 1983 – Northern Dancer (3)
- 1984 – Northern Dancer (4)
- 1985 – Kris (1)
- 1986 – Nijinsky (1)
- 1987 – Mill Reef (2)
- 1988 – Caerleon (1)
- 1989 – Blushing Groom (1)
- 1990 – Sadler's Wells (1)
- 1991 – Caerleon (2)
- 1992 – Sadler's Wells (2)
- 1993 – Sadler's Wells (3)
- 1994 – Sadler's Wells (4)
- 1995 – Sadler's Wells (5)
- 1996 – Sadler's Wells (6)
- 1997 – Sadler's Wells (7)
- 1998 – Sadler's Wells (8)
- 1999 – Sadler's Wells (9)
- 2000 – Sadler's Wells (10)
- 2001 – Sadler's Wells (11)
- 2002 – Sadler's Wells (12)
- 2003 – Sadler's Wells (13)
- 2004 – Sadler's Wells (14)
- 2005 – Danehill (1)
- 2006 – Danehill (2)
- 2007 – Danehill (3)
- 2008 – Galileo (1)
- 2009 – Danehill Dancer (1)
- 2010 – Galileo (2)
- 2011 – Galileo (3)
- 2012 – Galileo (4)
- 2013 – Galileo (5)
- 2014 – Galileo (6)
- 2015 – Galileo (7)
- 2016 – Galileo (8)
- 2017 – Galileo (9)
- 2018 – Galileo (10)
- 2019 – Galileo (11)
- 2020 – Galileo (12)
- 2021 – Frankel (1)
- 2022 – Dubawi (1)
- 2023 – Frankel (2)